# Флаг Восточного административного округа
Флаг Восто́чного администрати́вного о́круга города Москвы Российской Федерации.
Флаг утверждён 27 октября 2003 года и внесён в Геральдический реестр города Москвы с присвоением регистрационного номера ?.

## Описание
«Флаг Восточного административного округа представляет собой прямоугольное полотнище с отношением сторон 2:3.
Полотнище флага разделено на три части. Нижняя голубая часть представляет собой треугольник с вершиной в центре полотнища и основанием, прилегающим к нижнему краю полотнища. Остальная часть полотнища разделена вертикально на две равные части — прилегающую к древку зелёную и пурпурную.
В зелёной части — жёлтая голова лося, обращённая в противоположную от древка сторону. В пурпурной части обращённая к древку жёлтая голова сокола, увенчанная жёлтой короной. В голубой части — жёлтый речной якорь».

## Обоснование символики
Золотая голова лося в зелёном поле символизирует расположенный на территории округа крупнейший в Москве государственный природный национальный парк «Лосиный Остров» — природный комплекс, где сохранилось редкое многообразие флоры и фауны, в том числе и лоси, откуда и пошло название парка.
Золотая голова сокола, увенчанная золотой короной, в пурпурном поле символизирует излюбленную забаву русских царей — соколиную охоту, а также нахождение в округе исторических местностей — Сокольники и Соколиная Гора.
Золотой речной якорь в голубом поле символизирует зарождение на территории округа русского флота. Именно на территории округа был спущен на воду ботик Петра I.